# Стиррат, Боб
Ро́берт (Боб) Сти́ррат (англ. Robert "Bob" Stirrat) — шотландский кёрлингист.
В составе мужской сборной Шотландии участник и серебряный призёр чемпионата мира 1961. Команда скипа Уилли Макинтоша, где играл Стиррат, участвовала в чемпионате мира после выигрыша ими шотландского клубного чемпионата The Rink Championship в 1961 (до 1962 мужской чемпионат Шотландии не проводился).
Играл на позиции первого.

## Достижения
- Чемпионат мира по кёрлингу среди мужчин: серебро (1961).

## Команды
| Сезон   | Четвёртый      | Третий         | Второй      | Первый      | Турниры |
| ------- | -------------- | -------------- | ----------- | ----------- | ------- |
| 1960—61 | Уилли Макинтош | Эндрю Макларен | Джим Миллер | Боб Стиррат | ЧМ 1961 |

(скипы выделены полужирным шрифтом)